# Јенки у Оксфорду
Јенки у Оксфорду (енгл. A Yank at Oxford) је британска филмска комедија из 1938. коју је режирао Џек Конвеј. У главним улогама су Роберт Тејлор, Лајонел Баримор, Морин О'Саливан и Вивијен Ли.

## Улоге
- Роберт Тејлор ... Ли Шеридан
- Лајонел Баримор ... Дан Шаридан
- Морин О'Саливан ... Моли Бомонт
- Вивијен Ли ... Елза Крадок